# الکساندر بوندارنکو (بازیکن فوتبال، زاده ۱۹۸۹)
الکساندر بوندارنکو (اوکراینی: Олександр Ігорович Бондаренко؛ زادهٔ ۲۸ ژوئیهٔ ۱۹۸۹) بازیکن فوتبال اهل اوکراین است.
از باشگاه‌هایی که در آن بازی کرده‌است می‌توان به باشگاه فوتبال اوبولون-برووار کیف اشاره کرد.